# Епархия Пуэбло
Епархия Пуэбло (лат. Dioecesis Pueblensis) — епархия Римско-Католической церкви с центром в городе Пуэбло, США. Епархия Пуэбло входит в митрополию Денвера. Кафедральным собором епархии Пуэбло является Собор Святейшего Сердца Иисуса.

## История
15 ноября 1941 года Святой Престол учредил епархию Пуэбло, выделив её из епархии Денвера.
10 ноября 1983 года епархия Пуэбло передала часть своей территории для возведения новой епархии Колорадо-Спрингса.

## Ординарии епархии
- епископ Джозеф Клемент Виллинг[англ.] (06.12.1941 — 03.03.1959)
- епископ Чарльз Альберт Басвелл[англ.] (08.08.1959 — 19.09.1979)
- епископ Артур Николас Тафойя[англ.] (01.07.1980 — 15.10.2009)
- епископ Фернандо Изерн[англ.] (15.10.2009 — 13.06.2013)[1]
- епископ Стивен Джей Берг[англ.] (с 15.01.2014)

## Источник
- Annuario Pontificio, Libreria Editrice Vaticana, Città del Vaticano, 2003, ISBN 88-209-7422-3